# Stazione di Ariake Tennis no mori
La Stazione di Ariake Tennis no Mori (有明テニスの森駅?, Ariake tenisu-no-mori-eki) è una stazione ferroviaria di Tokyo, si trova sull'isola di Odaiba nel quartiere di Kōtō e serve il people mover Yurikamome. Il nome della stazione significa "Ariake Foresta del Tennis" in riferimento al vicino parco presso cui si tiene il Japan Open Tennis Championships, torneo femminile di tennis.

## Linee

### People Mover
- Yurikamome